# ديدلي هيروز
ديدلي هيروز، هي فيلم أمريكي من نوع أكشن، تم عرضه في الصالات السينمائية سنة 1993، وتم تصويره في كاليفورنيا وإسرائيل، من إخراج مناحيم غولان، ومن بطولة مايكل باري وبيلي دراغو.